# Alberto Cottica
Alberto Cottica (Bologna, 8 febbraio 1966) è un fisarmonicista italiano, già componente dei gruppi musicali Modena City Ramblers e Fiamma Fumana.

## Biografia
Nel 1988 entra nei "Lontano Da Dove".
Nel 1990 insieme a Giovanni Rubbiani e Alberto Morselli dei "Lontano da dove" si interessa al folk irlandese e forma un gruppo che prenderà il nome di Modena City Ramblers il 17 marzo 1991 il giorno di San Patrizio, patrono d'Irlanda. In tale gruppo suona la fisarmonica, oltre a dare un contributo importante nella stesura dei testi e delle musiche. Con I Ramblers incide 6 album tra il 1993 e il 1999. Li lascerà nel 2000. È ospite dei M.C.R. in Appunti partigiani in cui suona la fisarmonica in Il partigiano John degli Africa Unite, La guerra di Piero di Fabrizio De André, Auschwitz di Francesco Guccini, Pietà l'è morta di Nuto Revelli.
Nel 1999 fonda insieme al produttore Marco Bertoni i Fiamma Fumana, progetto che fonde musica folk ed elettronica, strumenti tradizionali come la fisarmonica e la piva emiliana con campionamenti ed elettronica. Con i Fiamma Fumana incide tre album nel 1999 1.0, nel 2003 Home e nel 2006 Onda. Una parentesi in questo percorso è l'album solista della cantante del gruppo, Fiamma, che si chiama "Contatto" e esce nel 2002.
Nel 2008 è tra gli ideatori e i realizzatori del documentario Mondine - Di madre in figlia, a cui partecipano sia i Fiamma Fumana che il Coro delle Mondine di Novi.
A febbraio-marzo 2010 e novembre 2010-gennaio 2011 partecipa al tour "40 anni, storie di Ramblers, d'innocenza, d'esperienza" con Cisco e Giovanni Rubbiani.
Nel 2016 pubblica I dinosauri con Cisco e Giovanni Rubbiani. Contestualmente, i tre pubblicano Quarant'anni, un album di registrazioni live dai tour omonimi del 2010-2011.

## Discografia

### Con i Modena City Ramblers
- 1993 – Combat Folk
- 1994 – Riportando tutto a casa
- 1994 – Gli amanti di Irlanda ne I disertori
- 1995 – L'atomica cinese in Tributo ad Augusto
- 1996 – La grande famiglia
- 1997 – Terra e libertà
- 1998 – Raccolti
- 1999 – Fuori campo

### Con i Fiamma Fumana
- 1999 – Fiamma Fumana - 1.0
- 2002 – Fiamma - Contatto
- 2003 – Fiamma Fumana - Home
- 2006 – Fiamma Fumana - Onda

### Con Stefano "Cisco" Bellotti e Giovanni Rubbiani
- 2016 – I dinosauri
- 2016 – 40 anni in concerto

### Partecipazioni
- 1997 – Gang in Fuori dal controllo: cori in Comandante
- 2001 – Patrizio Fariselli - Lupi sintetici e strumenti a gas: fisarmonica in Pangea
- 2003 – Cristina Donà - Dove sei tu: fisarmonica in Il mondo
- 2005 – Modena City Ramblers - Appunti partigiani fisarmonica in Il partigiano Johnny, La guerra di piero, Auschwitz, Pietà l'è morta
- 2006 – Stefano "Cisco" Bellotti - La lunga notte: musiche di Come se il mondo, Eroi, Supereroi
- 2007 – Transglobal Underground - Moonshout: fisarmonica in "Elena"

### Altre attività
Attualmente è direttore della ricerca nel progetto Edgeryders, un'impresa sociale ed un think tank aperto e distribuito di persone che lavorano attraverso un social network online e una serie di conferenze.
Si è occupato di politiche pubbliche online presso il Ministero dello Sviluppo Economico. e il Consiglio d'Europa. È autore di diversi articoli scientifici e di un libro.